# Madrugada
Madrugada är ett norskt rockband, som bildades 1993 i Stokmarknes under namnet Abbey’s Adoption. Efter en del medlemsbyten bestod bandet av Sivert Høyem, Frode Jacobsen och Robert Burås, fram till Burås död 2007. De två kvarvarande medlemmarna valde att fullfölja inspelningen av bandets femte studioalbum som då var påbörjat. Bandets senast, självbetitlade, album gavs ut i januari 2008 och markerade det som länge uppfattades som slutet på bandets karriär. Senare tillkännagav bandet dock att de fortsätter ge konserter även under 2008.
Namnet Madrugada är spanska och betyder gryning eller "timmen före soloppgången". Namnet är inspirerat av poeten Øystein W. Wolf.
Alla bandens album har sålt bra i Norge och före utgivningen av The Deep End 2005 hade bandet sålt totalt 350 000 album. Efter sju veckor hade det senast albumet sålt 70 000 exemplar och låg bland annat på första plats på den grekiska albumlistan. Bandet har fått flera Spellemann- och Alarmpriser och blev också utsett till Årets Spellemann vid utdelningen av Spellemannprisen 2005.
Madrugada återförenades 2018.

## Medlemmar
Nuvarande medlemmar
- Sivert Høyem – sång (1993–2008, 2018–)
- Frode Jacobsen – basgitarr (1993–2008, 2018–)
- Jon Lauvland Pettersen – trummor (1993–2002, 2018–)

Tidigare medlemmar
- Robert Burås – gitarr (1996–2007; död 2007)
- Simen Vangen – trummor (2002–2006)
- Marius Almås Johansen – gitarr (1992–1996, 2007)
- Erland Dahlen – trummor (2005–2008)
- Gudmund Østgård – gitarr (1996)
- Jan-Erik Svendsen – sång (1992–1993)
- Tommy Nilsen – gitarr (1992–1993)
- Martin Bertinussen – sång (1992–1993)

Bidragande musiker (studio/live)
- Alex Kloster-Jensen – gitarr (2008)
- Cato Thomassen – gitarr, keyboard (2008)
- Mikael Lindqvist – piano, keyboard
- Fredrik Viklund – gitarr, keyboard (2005–2006)
- Christer Knutsen – gitarr, keyboard (2019)

## Diskografi

### Studioalbum
- Industrial Silence (1999)
- The Nightly Disease (2001)
- Grit (2002)
- The Deep End (2005)
- Madrugada (2008)

### Livealbum
- Live at Tralfamadore (2005)

### EP
- Madrugada EP (1998)
- New Depression EP (1999)
- Higher EP (2000)
- Hands Up - I Love You (2001)
- A Deadend Mind (2001)
- Ready (2002)

### Singlar
- "Beautyproof" (2000)
- "Electric" (2000)
- "Hands Up - I Love You" (2001)
- "Majesty" (2003)
- "The Kids are on High Street" (2005)
- "Lift Me" (2005) (med Ane Brun)
- "Look Away Lucifer" (2007)
- "Caravan" / "The Hour of the Wolf" (2009)

### Samlingsalbum
- The Best Of Madrugada (2010)

## Priser
- 1999 – Spellemannprisen i klassen "Rock" for albumet Industrial Silence [6]
- 2002 – Spellemannprisen i klassen "Rock" for albumet Grit [6]
- 2005 – Spellemannprisen i klassen "Årets spelleman" [6]
- 2005 – Spellemannprisen i klassen "Rock" for albumet The Deep End [6]
- 2005 – Spellemannprisen i klassen "Årets hit" tillsammans med Ane Brun för låten "Lift Me" [6]
- 2006 – Alarmprisen i klassen "Album" for albumet The Deep End [7]
- 2006 – Alarmprisen i klassen "Låt" för "The Kids Are On High Street" [7]